# Lauropoli
Lauropoli è una frazione di Cassano all'Ionio, comune calabrese in provincia di Cosenza. Sorge su un poggio a 224 metri sul livello del mare, non lontano dal litorale ionico. Gli abitanti sono circa 5.750.

## Storia
Il borgo venne fondato dalla figlia del Marchese Serra di Cassano, Laura Serra, il 2 novembre 1763, lungo due direttrici che si intersecano formando una croce.

## Geografia fisica

### Clima
Lauropoli ha il tipico clima mediterraneo classico della pianura di Sibari. Le estati sono calde e secche e gli inverni miti. La temperatura media più alta raggiunge i 29 °C in agosto e quella più bassa è di 9 °C in gennaio.
Tabella climatica di Lauropoli
| Gen   | Feb   | Mar   | Apr   | Mag   | Giu   | Lug   | Ago   | Set   | Ott   | Nov   | Dic   |
| ----- | ----- | ----- | ----- | ----- | ----- | ----- | ----- | ----- | ----- | ----- | ----- |
| 9 °C  | 10 °C | 13 °C | 16 °C | 20 °C | 25 °C | 28 °C | 29 °C | 24 °C | 20 °C | 15 °C | 11 °C |
| 71 mm | 67 mm | 68 mm | 41 mm | 40 mm | 33 mm | 14 mm | 24 mm | 36 mm | 60 mm | 56 mm | 32 mm |

## Cultura

### Eventi
Tra le manifestazioni folcloristiche e religiose di Lauropoli vi sono:
- Il Carnevale lauropolitano, con l'annuale sfilata di carri allegorici, che si svolge dal 1983.[2]
- Il premio letterario "Troccoli Magna Graecia", con cadenza annuale, celebra gli autori che si siano distinti per gli studi e la divulgazione della cultura classica e per lo studio dello scrittore e poeta lauropolitano Giuseppe Troccoli.
- 2 Febbraio: la festa della Madonna della Candelora (o "Purificazione"), patrona di Lauropoli.
- 20 Settembre: festeggiamenti in onore di San Pio da Pietrelcina.

## Economia
L'attività economica principale è quella agricola, con buone propensioni all'attività ortofrutticola e vivaistica. La frazione conserva, quindi, fra le poche realtà calabresi, tradizioni antiche.